# Doru Calotă
Format:Infocaseta Personalitate
Doru Calotă (n. 1953,județul Dâmbovița – d. 2003), cunoscut ca „Doru de la Târgoviște”, a fost un cântăreț român de manele și muzică lăutărească, de etnie romă.

## Viața și cariera
Doru Calotă a fost o figură influentă în muzica de petrecere din România anilor ’90, activând ca solist vocal și compozitor. A colaborat cu artiști consacrați ai genului precum Nicolae Guță, Adrian Minune, Marian Piticu, formându-și un stil propriu recunoscut în comunitățile de fani ai muzicii lăutărești. 
Fiul său, Robert Calotă, a debutat în muzică la începutul anilor ’90, lansând primul său album solo în 1993, la vârsta de 19 ani, continuând tradiția familiei în domeniul muzical.
Potrivit unor surse din media muzicală, Doru Calotă ar fi decedat în 2003 în urma unei boli rare, dar această informație nu este confirmată oficial.

## Discografie selectivă
- 1993 – Volumul 2
- 1993 – Dumnezeule ceresc
- 1994 – Dragoste, otravă dulce
- 1994 – Edera
- 1994 – Zodiacul
- 1995 – Volumul 3
- 1995 – Ce amar este pelinul
- 1995 – Ciocolata, Ciocolata Vol. 1
- 1995 – Volumul 4
- 1996 – Petrecerea burlacilor nebuni Vol. 1 – Eu sunt Popa Nae
- 1996 – Mari succese
- 1996 – Volumul 5
- 1996 – Volumul 6
- 1996 – Nunta lui Robert Calotă
- 1997 – Vino, iubire
- 1997 – Volumul 7
- 1997 – Două flori, două comori
- 1998 – Dumnezeule din nori
- 1998 – Din nou împreună
- 1998 – Inima rănită
- 1998 – Ciocolata, Ciocolata Vol. 2
- 1998 – Petrecerea burlacilor nebuni Vol. 2 – Sex cu burlacii nebuni
- 1998 – Fetele din Kosovo Vol. 1 – Fetele din Kosovo
- 1999 – Fetele din Kosovo Vol. 2 – Supersonicii
- 1999 – Fetele din Kosovo Vol. 3 – Sex în baie
- 1999 – Petrecerea burlacilor nebuni Vol. 3 – Au venit americanii
- 1999 – Campionii Vol. 1
- 1999 – Omleta Vol. 1
- 1999 – Băieții de Greuștean
- 1999 – Nemuritorul
- 2000 – Fetele din Kosovo Vol. 4 – Surprize, surprize
- 2000 – Fetele din Kosovo Vol. 5 – Bărbații din 2000
- 2000 – Fetele din Kosovo Vol. 6 – Sex paranormal
- 2000 – Inimă de țigancă Vol. 1
- 2000 – Diamantele negre Vol. 2
- 2000 – Chef la șmecheri Vol. 1
- 2000 – Dragostea învinge
- 2001 – Fetele din Kosovo Vol. 7 – Moșule, ești bun, ești tare
- 2001 – Fetele din Kosovo Vol. 8 – Sex în duș
- 2001 – Campionii Vol. 2
- 2001 – Chef la șmecheri Vol. 2
- 2002 – Ben Laden și fetele – SUA contraatacă
- 2002 – Inimă de țigancă Vol. 2
- 2003 – Chef la șmecheri Vol. 3
- 2003 – El Condor Pasa